# Atletismo nos Jogos Pan-Americanos de 2011
O atletismo nos Jogos Pan-Americanos de 2011 foi realizado em Guadalajara, México, entre 23 e 30 de outubro. Vinte e quatro eventos masculinos e vinte e três femininos foram disputados, seguindo o mesmo programa dos Jogos Olímpicos de Londres em 2012. Todas as provas realizaram-se no Estádio Telmex de Atletismo, com exceção da maratona e da marcha atlética que foram disputadas no Circuito de Rua de Guadalajara.

## Calendário
| Outubro   | 13 | 14 | 15 | 16 | 17 | 18 | 19 | 20 | 21 | 22 | 23 | 24 | 25 | 26 | 27 | 28 | 29 | 30 |
| --------- | -- | -- | -- | -- | -- | -- | -- | -- | -- | -- | -- | -- | -- | -- | -- | -- | -- | -- |
| Atletismo |    |    |    |    |    |    |    |    |    |    |    | 3  | 5  | 6  | 8  | 10 | 14 | 1  |

|  | Dia de competição |  | Dia de final |

## Medalhistas
Masculino
| Evento                              | Ouro                                                                | Ouro     | Prata                                                                                  | Prata    | Bronze                                                                           | Bronze   |
| ----------------------------------- | ------------------------------------------------------------------- | -------- | -------------------------------------------------------------------------------------- | -------- | -------------------------------------------------------------------------------- | -------- |
| 100 metros detalhes                 | Lerone Clarke JAM Jamaica                                           | 10.01    | Kim Collins SKN São Cristóvão e Neves                                                  | 10.04    | Emmanuel Callender TRI Trinidad e Tobago                                         | 10.16    |
| 200 metros detalhes                 | Roberto Skyers CUB Cuba                                             | 20.37    | Lansford Spence JAM Jamaica                                                            | 20.38    | Bruno de Barros BRA Brasil                                                       | 20.45    |
| 400 metros detalhes                 | Nery Brenes CRC Costa Rica                                          | 44.65    | Luguelin Santos DOM República Dominicana                                               | 44.71    | Ramon Miller BAH Bahamas                                                         | 45.01    |
| 800 metros detalhes                 | Andy González CUB Cuba                                              | 1:45.58  | Kléberson Davide BRA Brasil                                                            | 1:45.75  | Raidel Acea CUB Cuba                                                             | 1:46.23  |
| 1500 metros detalhes                | Leandro Oliveira BRA Brasil                                         | 3:53.44  | Byron Piedra ECU Equador                                                               | 3:53.45  | Eduar Villanueva VEN Venezuela                                                   | 3:54.06  |
| 5000 metros detalhes                | Juan Luis Barrios MEX México                                        | 14:13.77 | Byron Piedra ECU Equador                                                               | 14:15.74 | Joílson da Silva BRA Brasil                                                      | 14:16.11 |
| 10000 metros detalhes               | Marílson Gomes dos Santos BRA Brasil                                | 29:00.64 | Juan Carlos Romero MEX México                                                          | 29:41.00 | Giovani dos Santos BRA Brasil                                                    | 29:51.71 |
| 4x100 metros detalhes               | Ailson Feitosa Sandro Viana Nilson André Bruno de Barros BRA Brasil | 38.18 =  | Jason Rogers Antoine Adams Delwayne Delaney Brijesh Lawrence SKN São Cristóvão e Neves | 38.81    | Calesio Newman Jeremy Dodson Rubin Williams Monzavous Edwards USA Estados Unidos | 39.17    |
| 4x400 metros detalhes               | Noel Ruiz Yoandri Betanzos Omar Cisneros William Collazo CUB Cuba   | 2:59.43  | Arismendy Peguero Luguelin Santos Yoel Tapia Gustavo Cuesta DOM República Dominicana   | 3:00.44  | Arturo Ramírez Alberto Aguilar José Acevedo Omar Longart VEN Venezuela           | 3:00.82  |
| 110 metros com barreiras detalhes   | Dayron Robles CUB Cuba                                              | 13.10    | Paulo Villar COL Colômbia                                                              | 13.27    | Orlando Ortega CUB Cuba                                                          | 13.30    |
| 400 metros com barreiras detalhes   | Omar Cisneros CUB Cuba                                              | 47.99    | Isa Phillips JAM Jamaica                                                               | 48.82    | Félix Sánchez DOM República Dominicana                                           | 48.85    |
| 3000 metros com obstáculos detalhes | José Peña VEN Venezuela                                             | 8:48.19  | Hudson de Souza BRA Brasil                                                             | 8:48.75  | José Alberto Sánchez CUB Cuba                                                    | 8:49.75  |
| 20 km marcha atlética detalhes      | Erick Barrondo GUA Guatemala                                        | 1:21:51  | James Rendón COL Colômbia                                                              | 1:22:46  | Luiz Fernando López COL Colômbia                                                 | 1:22:51  |
| 50 km marcha atlética detalhes      | Horacio Nava MEX México                                             | 3:48.58  | José Ojeda MEX México                                                                  | 3:49.16  | Jaime Quiyuch GUA Guatemala                                                      | 3:50.33  |
| Maratona detalhes                   | Solonei da Silva BRA Brasil                                         | 2:16:37  | Diego Colorado COL Colômbia                                                            | 2:17:13  | Juan Carlos Cardona COL Colômbia                                                 | 2:18:20  |
| Salto em distância[a] detalhes      | Daniel Pineda CHI Chile                                             | 7,97 m   | David Registe DMA Dominica                                                             | 7,89 m   | Jeremy Hicks USA Estados Unidos                                                  | 7,83 m   |
| Salto triplo detalhes               | Alexis Copello CUB Cuba                                             | 17,21 m  | Yoandri Betanzos CUB Cuba                                                              | 16,54 m  | Jefferson Sabino BRA Brasil                                                      | 16,51 m  |
| Salto em altura detalhes            | Donald Thomas BAH Bahamas                                           | 2,32 m   | Diego Ferrín ECU Equador                                                               | 2,30 m   | Víctor Moya CUB Cuba                                                             | 2,26 m   |
| Salto com vara detalhes             | Lázaro Borges CUB Cuba                                              | 5,80 m   | Jeremy Scott USA Estados Unidos                                                        | 5,60 m   | Giovanni Lanaro MEX México                                                       | 5,50 m   |
| Arremesso de peso detalhes          | Dylan Armstrong CAN Canadá                                          | 21,30 m  | Carlos Véliz CUB Cuba                                                                  | 20,76 m  | Germán Lauro ARG Argentina                                                       | 20,41 m  |
| Lançamento de disco detalhes        | Jorge Fernández CUB Cuba                                            | 65,58 m  | Jarred Rome USA Estados Unidos                                                         | 61,71 m  | Ronald Julião BRA Brasil                                                         | 61,70 m  |
| Lançamento de dardo detalhes        | Guilhermo Martinez CUB Cuba                                         | 87,20 m  | Cyrus Hostetler USA Estados Unidos                                                     | 82,24 m  | Braian Toledo ARG Argentina                                                      | 79,53 m  |
| Lançamento de martelo detalhes      | Kibwe Johnson USA Estados Unidos                                    | 79,63 m  | Michael Mai USA Estados Unidos                                                         | 72,71 m  | Noleysis Vicet CUB Cuba                                                          | 72,57 m  |
| Decatlo detalhes                    | Leonel Suárez CUB Cuba                                              | 8373 pts | Maurice Smith JAM Jamaica                                                              | 8214 pts | Yordanis García CUB Cuba                                                         | 8074 pts |

Feminino
| Evento                              | Ouro                                                                                  | Ouro     | Prata                                                                           | Prata    | Bronze                                                                    | Bronze   |
| ----------------------------------- | ------------------------------------------------------------------------------------- | -------- | ------------------------------------------------------------------------------- | -------- | ------------------------------------------------------------------------- | -------- |
| 100 metros detalhes                 | Rosângela Santos BRA Brasil                                                           | 11.22    | Barbara Pierre USA Estados Unidos                                               | 11.25    | Shakera Reece BAR Barbados                                                | 11.26    |
| 200 metros detalhes                 | Ana Cláudia Lemos da Silva BRA Brasil                                                 | 22.76    | Simone Facey JAM Jamaica                                                        | 22.86    | Mariely Sánchez DOM República Dominicana                                  | 23.02    |
| 400 metros detalhes                 | Yenifer Padilla COL Colômbia                                                          | 51.53    | Daysiurami Bonne CUB Cuba                                                       | 51.69    | Geisa Coutinho BRA Brasil                                                 | 51.87    |
| 800 metros detalhes                 | Adriana Muñoz CUB Cuba                                                                | 2:04.08  | Gabriela Medina MEX México                                                      | 2:04.41  | Rosibel García COL Colômbia                                               | 2:04.45  |
| 1500 metros detalhes                | Adriana Muñoz CUB Cuba                                                                | 4:26.09  | Rosibel García COL Colômbia                                                     | 4:26.78  | Malindi Elmore CAN Canadá                                                 | 4:27.57  |
| 5000 metros detalhes                | Marisol Romero MEX México                                                             | 16:24.08 | Cruz da Silva BRA Brasil                                                        | 16:29.75 | Santa Inés Melchior PER Peru                                              | 16:41.50 |
| 10000 metros detalhes               | Marisol Romero MEX México                                                             | 34:07.24 | Cruz da Silva BRA Brasil                                                        | 34:22.44 | Yolanda Caballero COL Colômbia                                            | 34:39.14 |
| 4x100 metros detalhes               | Ana Cláudia Lemos da Silva Vanda Gomes Franciela Krasucki Rosângela Santos BRA Brasil | 42.85    | Kenyanna Wilson Barbara Pierre Yvette Lewis Chastity Riggien USA Estados Unidos | 43.10    | Lina Flores Yenifer Padilla Yomara Hinestroza Norma González COL Colômbia | 43.44    |
| 4x400 metros detalhes               | Aymée Martínez Diosmely Peña Susana Clement Daysiurami Bonne CUB Cuba                 | 3:28.09  | Joelma Sousa Geisa Coutinho Bárbara de Oliveira Jailma de Lima BRA Brasil       | 3:29.59  | María Oliveros Norma González Evelis Aguilar Yenifer Padilla COL Colômbia | 3:29.94  |
| 100 metros com barreiras detalhes   | Yvette Lewis USA Estados Unidos                                                       | 12.82    | Angela Whyte CAN Canadá                                                         | 13.09    | Lina Flores COL Colômbia                                                  | 13.09    |
| 400 metros com barreiras detalhes   | María Oliveros COL Colômbia                                                           | 56.26    | Luci Jaramillo ECU Equador                                                      | 56.95    | Yolanda Osana DOM República Dominicana                                    | 57.08    |
| 3000 metros com obstáculos detalhes | Sara Hall USA Estados Unidos                                                          | 10:03.16 | Angela Figueroa COL Colômbia                                                    | 10:10.14 | Sabine Heitling BRA Brasil                                                | 10:10.98 |
| 20km marcha atlética detalhes       | Jamy Franco GUA Guatemala                                                             | 1:32:38  | Mirna Ortiz GUA Guatemala                                                       | 1:33:37  | Ingrid Hernández COL Colômbia                                             | 1:34:06  |
| Maratona detalhes                   | Adriana da Silva BRA Brasil                                                           | 2:36:37  | Madaí Pérez MEX México                                                          | 2:38:03  | Gladys Tejeda PER Peru                                                    | 2:42:09  |
| Salto em distância detalhes         | Maurren Maggi BRA Brasil                                                              | 6,94 m   | Shameka Marshall USA Estados Unidos                                             | 6,73 m   | Caterine Ibargüen COL Colômbia                                            | 6,63 m   |
| Salto triplo detalhes               | Caterine Ibargüen COL Colômbia                                                        | 14,92 m  | Yargelis Savigne CUB Cuba                                                       | 14,36 m  | Mabel Gay CUB Cuba                                                        | 14,28 m  |
| Salto em altura detalhes            | Lesyani Mayor CUB Cuba                                                                | 1,89 m   | Marielis Rojas VEN Venezuela                                                    | 1,89 m   | Romary Rifka MEX México                                                   | 1,89 m   |
| Salto com vara detalhes             | Yarisley Silva CUB Cuba                                                               | 4,75 m   | Fabiana Murer BRA Brasil                                                        | 4,70 m   | Becky Holliday USA Estados Unidos                                         | 4,30 m   |
| Arremesso de peso detalhes          | Misleydis González CUB Cuba                                                           | 18,57 m  | Cleopatra Borel-Brown TRI Trinidad e Tobago                                     | 18,46 m  | Michelle Carter USA Estados Unidos                                        | 18,09 m  |
| Lançamento de disco detalhes        | Yarelys Barrios CUB Cuba                                                              | 66,40 m  | Aretha Thurmond USA Estados Unidos                                              | 59,53 m  | Denia Caballero CUB Cuba                                                  | 58,63 m  |
| Lançamento de dardo detalhes        | Alicia DeShasier USA Estados Unidos                                                   | 58,01 m  | Yainelis Ribiaux CUB Cuba                                                       | 56,21 m  | Yanet Cruz CUB Cuba                                                       | 59,19 m  |
| Lançamento de martelo detalhes      | Yipsi Moreno CUB Cuba                                                                 | 75,62 m  | Sultana Frizell CAN Canadá                                                      | 70,11 m  | Amber Campbell USA Estados Unidos                                         | 69,93 m  |
| Heptatlo detalhes                   | Lucimara da Silva BRA Brasil                                                          | 6133 pts | Yasmiany Pedroso CUB Cuba                                                       | 5844 pts | Francia Manzanillo DOM República Dominicana                               | 5710 pts |

## Quadro de medalhas
| Ordem | País                      | Medalha de ouro | Medalha de prata | Medalha de bronze |     |
| ----- | ------------------------- | --------------- | ---------------- | ----------------- | --- |
| 1     | CUB Cuba                  | 18              | 6                | 9                 | 33  |
| 2     | BRA Brasil                | 10              | 6                | 7                 | 23  |
| 3     | USA Estados Unidos        | 4               | 8                | 5                 | 17  |
| 4     | MEX México                | 4               | 4                | 2                 | 10  |
| 5     | COL Colômbia              | 3               | 5                | 9                 | 17  |
| 6     | GUA Guatemala             | 2               | 1                | 1                 | 4   |
| 7     | JAM Jamaica               | 1               | 4                |                   | 5   |
| 8     | VEN Venezuela             | 1               | 1                | 2                 | 4   |
| 9     | CAN Canadá                | 1               | 2                | 1                 | 4   |
| 10    | BAH Bahamas               | 1               |                  | 1                 | 2   |
| 11    | CHI Chile                 | 1               |                  |                   | 1   |
|       | CRC Costa Rica            | 1               |                  |                   | 1   |
| 13    | ECU Equador               |                 | 4                |                   | 4   |
| 14    | DOM República Dominicana  |                 | 2                | 4                 | 6   |
| 15    | SKN São Cristóvão e Neves |                 | 2                |                   | 2   |
| 16    | TRI Trinidad e Tobago     |                 | 1                | 1                 | 2   |
| 17    | DMA Dominica              |                 | 1                |                   | 1   |
| 18    | ARG Argentina             |                 |                  | 2                 | 2   |
|       | PER Peru                  |                 |                  | 2                 | 2   |
| 20    | BAR Barbados              |                 |                  | 1                 | 1   |
| TOTAL | TOTAL                     | 47              | 47               | 47                | 141 |